# كارل برجلاند
كارل برجلاند (بالسويدية: Carl Berglund)‏ هو رئيس تحرير صحيفة وسياسي سويدي، ولد في 3 سبتمبر 1859 في السويد، وتوفي بنفس المكان في 30 يونيو 1921. حزبياً، نشط في حزب الوسط السويدي. وقد انتخب عضو البرلمان السويدي ‏ (1919 – ).